# Hadena alpina
Hadena alpina là một loài bướm đêm trong họ Noctuidae.